# سمكري خياط جندي جاسوس (فلم)
السمكري الخياط الجندي الجاسوس (بالإنجليزية: Tinker Tailor Soldier Spy) فيلم بريطاني مأخوذ من رواية بنفس الاسم للكاتب جون لو كاريه صدرت الرواية عام 1974، الفيلم من إخراج توماس الفريدسون فاز الفيلم بجائزة الأكاديمية البريطانية لفنون السينما والتلفزيون عن جائزة أفضل فيلم بريطاني عام 2012.

## معلومات عن الفيلم
- رُشح الفيلم لجائزة الأسد الذهبى عند عرضه في مهرجان البندقية السينمائي الدولى كأفضل فيلم، كما رُشح لعدة جوائز أخرى من «جائزة الفيلم البريطاني المستقل».
- بعد الاتفاق معه، اعتذر النجم (مايكل فاسبندر) عن القيام بدور «ريكي تار»، وذلك لارتباطه بفيلم "إكس-من: فيرست كلاس"، مما اضطر صناع الفيلم للبحث عن بديل له، وقد وقع الاختيار بالفعل على النجم توم هاردي.
- يعد هذا الفيلم هو أول أفلام المخرج السويدي توماس الفريدسون الناطق باللغة الإنجليزية.
- تم تصوير الفيلم بين عدة عواصم عالمية لندن، بودابست، إسطنبول.
- حصد الفيلم في أسبوع عرضه الأول بإنجلترا إيرادات قاربت الـ 3 ملايين يورو.

## وصلات خارجية
- سمكري خياط جندي جاسوس على موقع IMDb (الإنجليزية)
- سمكري خياط جندي جاسوس على موقع ميتاكريتيك (الإنجليزية)
- سمكري خياط جندي جاسوس على موقع الموسوعة البريطانية (الإنجليزية)
- سمكري خياط جندي جاسوس على موقع روتن توميتوز (الإنجليزية)
- سمكري خياط جندي جاسوس على موقع نتفليكس (الإنجليزية)
- سمكري خياط جندي جاسوس على موقع قاعدة بيانات الأفلام العربية
- سمكري خياط جندي جاسوس على موقع ألو سيني (الفرنسية)
- سمكري خياط جندي جاسوس على موقع أول موفي (الإنجليزية)
- سمكري خياط جندي جاسوس على موقع بوكس أوفيس موجو (الإنجليزية)
- سمكري خياط جندي جاسوس على موقع فيلمافينيتي (الإسبانية)